# Phobetron pithecium
Phobetron pithecium(лат.) — вид метеликів роду Phobetron з сімейства слизньовидок (Limacodidae). Північна Америка: Канада (Квебек), схід США (від Флориди і атлантичного узбережжя на захід до Арканзасу, Міссісіпі і Небраски).

## Опис

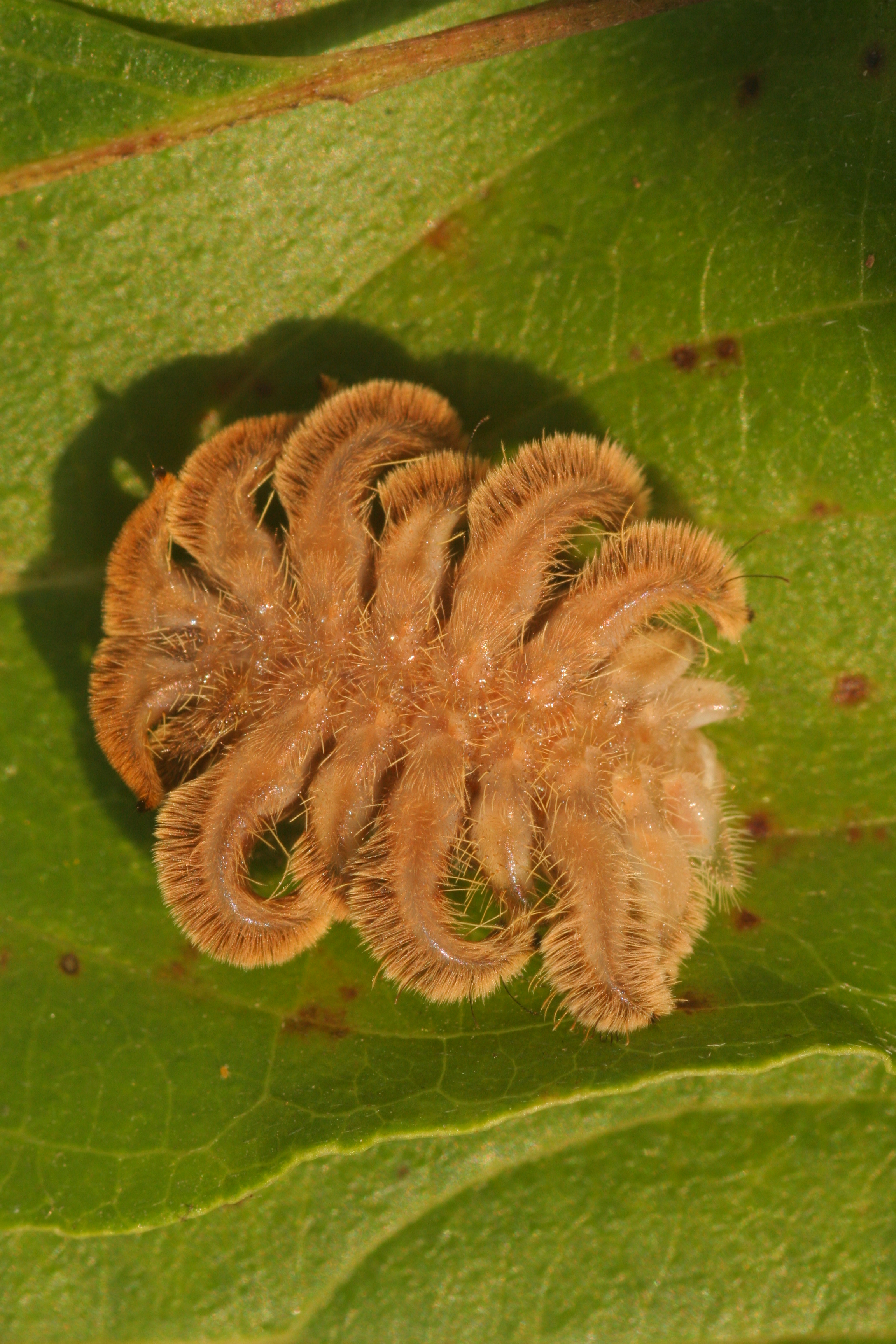
Гусениця (Мічиган, серпень)

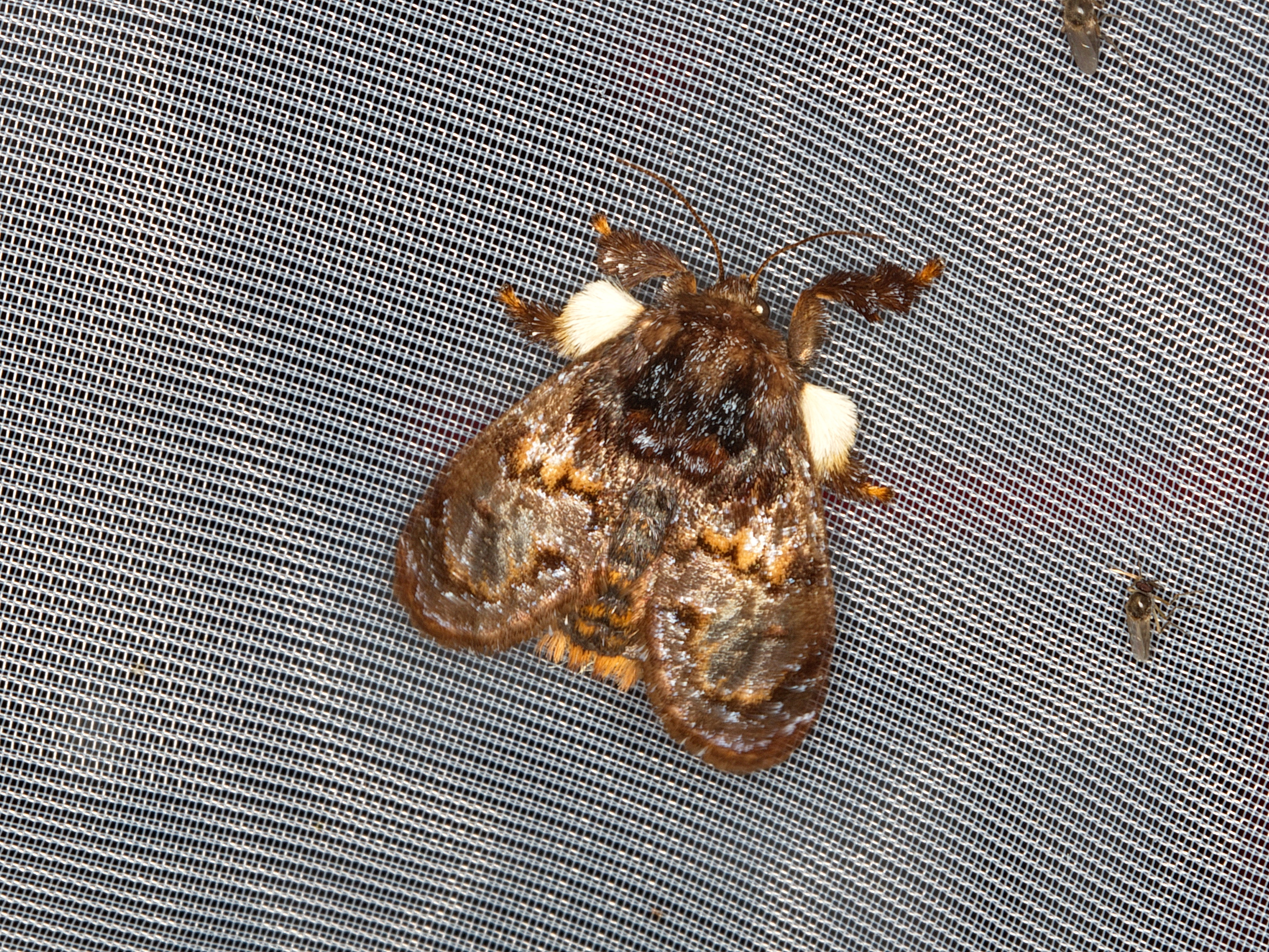
Метелик (Флорида)

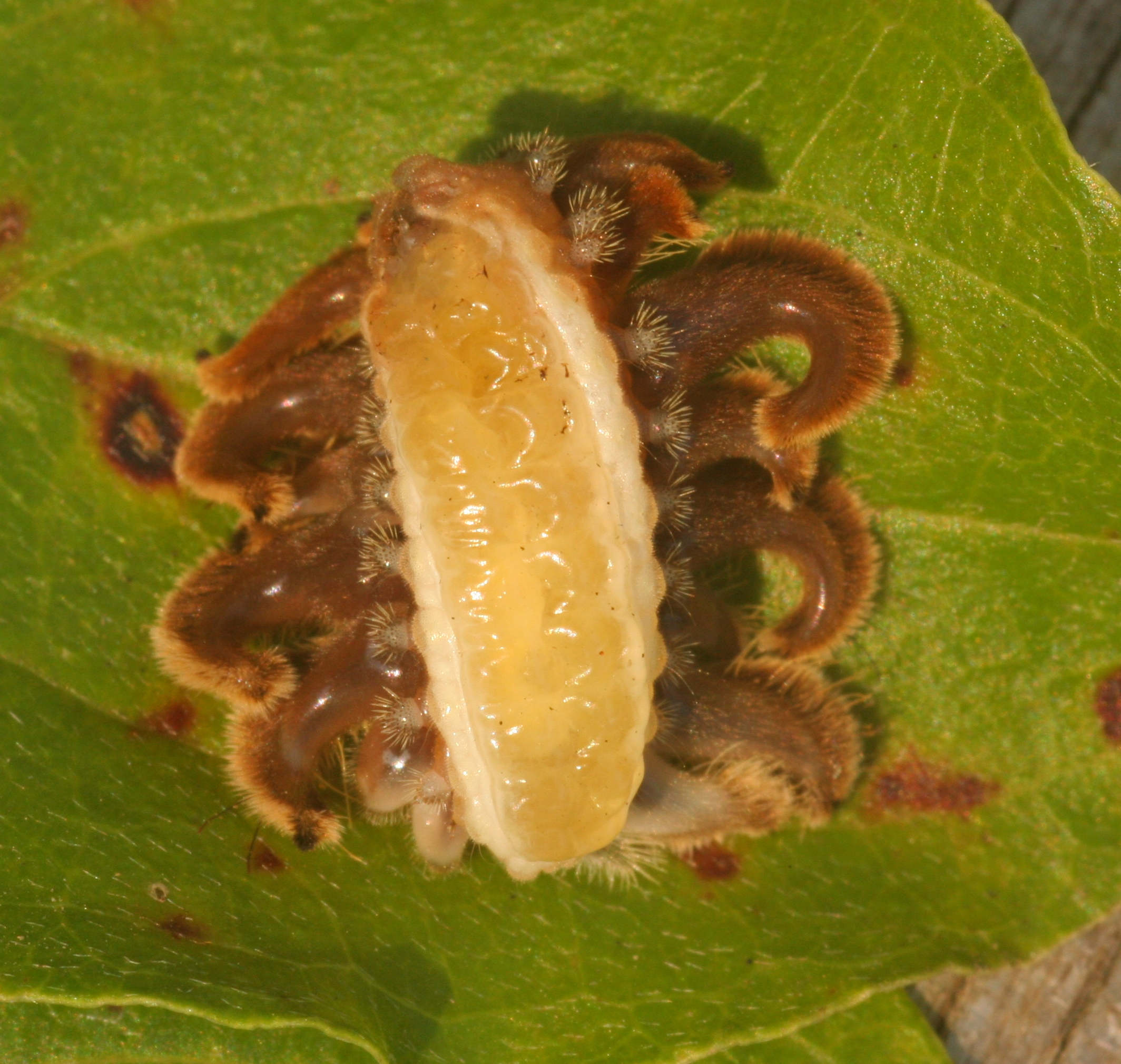
Нижня сторона гусениці, ноги зредуковані

Дрібні метелики з широкими крилами, розмах яких варіює від 20 до 28 мм (коричневі з жовтими і сірувато-сріблястими відмітинами), довжина гусениць до 25 мм (забарвлення варіює, головним чином, коричневі, волохаті). У гусениць широке пласке тіло з виростами (кілька пар, 3-я, 5-я і 7-я пари довгі, інші короткі); черевні ноги зредуковані, розвинуті присоски, при русі нагадують слимаків. Імаго зустрічаються з травня по жовтень, гусениці — з липня по жовтень. Вид був вперше описаний у 1797 році англійським біологом Джеймсом Едвардом Смітом (Sir Edward James Smith, 1759—1828) під початковою назвою Phalaena pithecium J.E. Smith 1797.
Імаго самок цих метеликів мімікрують під бджіл, а самці схожі з осами. Гусениці живляться на широколистяних деревах і чагарниках, включаючи такі види як береза, вишня, гікорі, волоський горіх, дуб, верба, каштан, кизил, хурма, яблуня, ясен.